# BPER Banca
BPER Banca — итальянская банковская группа. Образовалась в 1992 году в результате слияния нескольких региональных банков. Штаб-квартира группы располагается в Модене (Италия).

## История
Группа вобрала в себя целый ряд финансовых учреждений, так называемых итал. Banca Popolare («народный банк», итальянская разновидность кредитного кооператива). Старейший предшественник, Banca Popolare di Modena, был основан в 1867 году. В 1983 году он объединился с Banca Cooperativa di Bologna, образовав Banca Popolare dell’Emilia. В 1992 году был присоединён Banca Popolare di Cesena, в результате образовалась группа Banca Popolare dell’Emilia Romagna («Народный банк Эмилии-Романьи», сокращённо BPER). Позже были поглощены другие народные банки и сберегательные кассы, что позволило расширить деятельность группы на всю Италию. Таким же образом формировалась и банковская группа Banco BPM, правительство Италии поощрало слияния банков, чтобы сделать финансовый сектор страны более конкурентоспособным при интеграции Италии в Евросоюз.
В 2019 году зв 220 млн евро был приобретён банк Unipol Banca, принадлежавший страховой компании Unipol.

## Собственники и руководство
Крупнейшими акционерами являются страховая компания Unipol (19,9 %), фонд Банка Сардинии Fondazione di Sardegna (10,2 %) и Государственный пенсионный фонд Норвегии (5,2 %).
- Джанни-Франко Папа (Gianni Franco Papa) — генеральный директор (CEO) с апреля 2024 года, ранее работал в UniCredit[5].

## Деятельность
Сеть банка по состоянию на 2023 год насчитывала 1635 отделений во всех регионах Италии, а также филиал в Люксембурге. Банк обслуживает около 5 млн клиентов. По размеру активов банк является 4-м крупнейшим в Италии после Intesa Sanpaolo, UniCredit и Banco BPM, на него приходится около 5 % выданных кредитов и принятых депозитов в стране.
Активы банка в конце 2023 года составляли 142,3 млрд евро, из них 88,2 млрд евро — крудиты клиентам, 28,6 млрд евро — финансовые активы, 10,1 млрд евро — наличные и балансы в центральных банках. Принятые депозиты составили 118,8 млрд евро.
В списке крупнейших публичных компаний мира Forbes Global 2000 за 2023 год BPER Banca заняла 1010-е место (680-е по чистой прибыли, 254-е по активам).

## Дочерние компании
Основные дочерние компании по состоянию на 2023 год:
- ARCA Fondi SGR[англ.] — управление активами (основана в 1983 году, доля 57 %);
- Banca Cesare Ponti S.p.A. — частный банкинг (поглощена в 2022 году);
- Banco di Sardegna[англ.] — дочерний банк на Сардинии;
- Bibanca S.p.A. — банковские карты;
- BPER Bank Luxembourg S.A. — частный банкинг в Люксембурге (основан в 1996 году);
- BPER Factor S.p.A. — работа на финансовых рынках Италии и других европейских стран;
- BPER Real Estate S.p.A. — покупка и управление недвижимостью;
- BPER Reoco S.p.A. — реализация недвижимости с просроченными ипотечными кредитами;
- Finitalia S.p.A. — банковские карты, кредитование (поглощена в 2019 году);
- Modena Terminal S.r.l. — складские услуги в порту Модены (основана в 1983 году);
- Sardaleasing S.p.A. — лизинг.